# Planetario de Madrid
El Planetario de Madrid es un planetario, obra del arquitecto madrileño Salvador Pérez Arroyo, perteneciente al Ayuntamiento de Madrid y ubicado dentro del parque de Enrique Tierno Galván. Ofrece jornadas al aire libre gratuitas y tiene sesiones individuales y en grupo sobre la divulgación de la astronomía. Durante los años 2016 y 2017 fue sometido a una profunda renovación tanto tecnológica como de las instalaciones y edificio. En febrero de 2023, se firmó un acuerdo de colaboración entre el Ayuntamiento de Madrid y la principal empresa aeroespacial europea, AIRBUS – que incluye dotación de contenidos, renovación de exposiciones y la realización de actividades varias en el campo de la divulgación científica.

## Objetivo
Desde el año de su inicio 1986, su objetivo ha venido siendo divulgar todo lo relacionado con la astronomía. Para ello cuenta con varias salas dedicadas a distintos fines, como por ejemplo la sala principal esférica  para utilizar diferentes técnicas entrelazadas, como diapositivas, multimedia, música que nos transporta al cosmos, el proyector de estrellas, etc.
El Planetario de Madrid ofrece a sus visitantes varias exposiciones de contenido científico. Su acceso es gratuito, por lo que pueden recorrerse libremente durante su horario de apertura como la exposición de imágenes astronómicas en gran formato realizadas por el astrofotógrafo Rogelio Bernal Andreo; ESA, Europa en el espacio, un acercamiento a la labor cientíca de la Agencia Espacial Europa a través de imágenes y maquetas; Y Cambio climático, una exposición a través de experimentos interactivos para explicar los fenómenos que provocan tal cambio.

## Localización y accesos

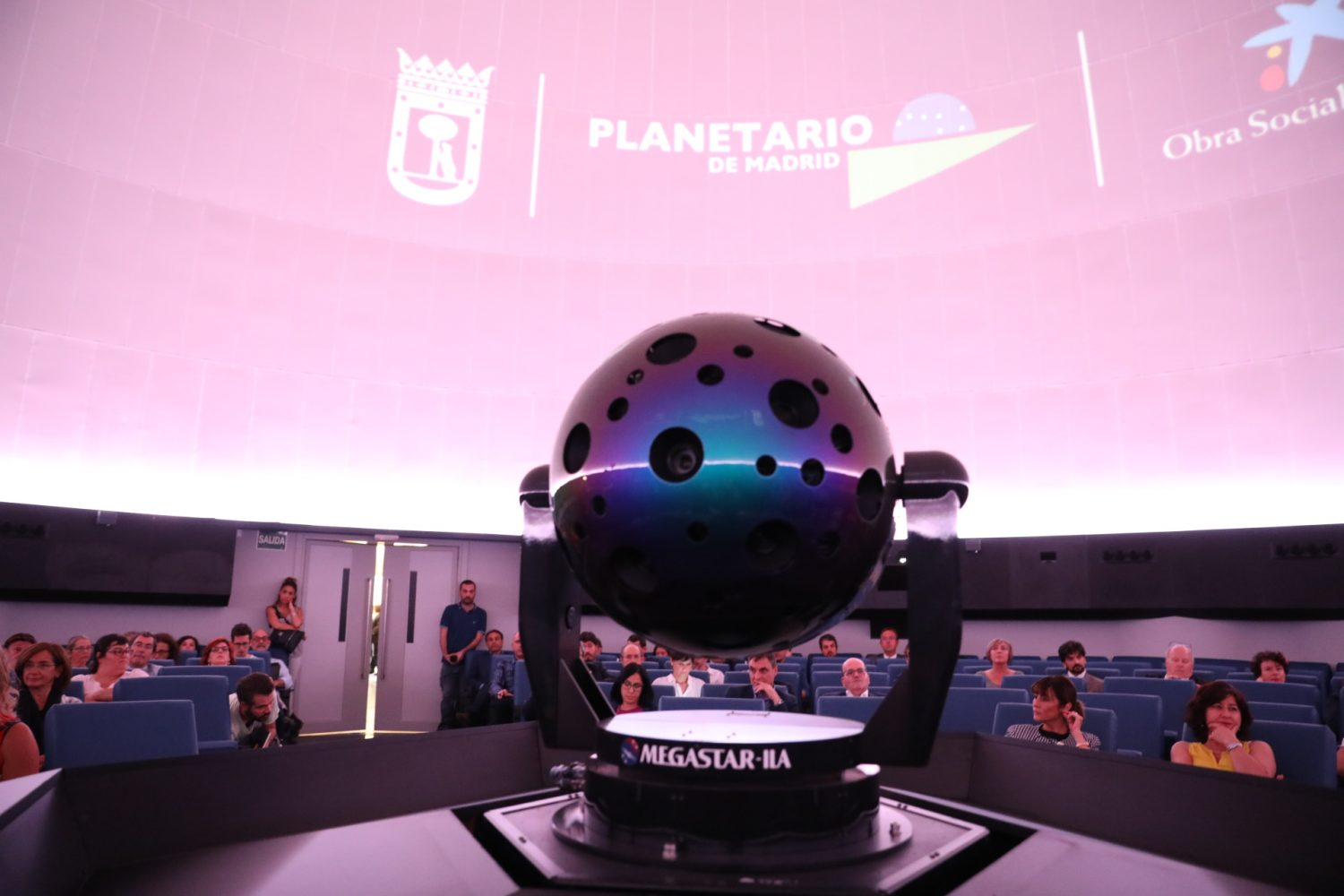
Pantalla semiesférica del Planetario de Madrid y detalle de la nueva tecnología instalada en 2017

Avenida del Planetario, 16 (parque Tierno Galván) Tel. 91 467 3898.

### Metro
- Estación de Arganzuela-Planetario, perteneciente a la línea 6 (Circular) de Metro de Madrid.

### Autobús urbano
| Línea | Terminales                  |
| ----- | --------------------------- |
| 148   | Callao – Puente de Vallecas |
| 156   | Manuel Becerra – Legazpi    |

### Tren
- Estación de Méndez Álvaro, perteneciente a las líneas C-5 y C-10 de Cercanías Renfe.

## El edificio y el equipamiento

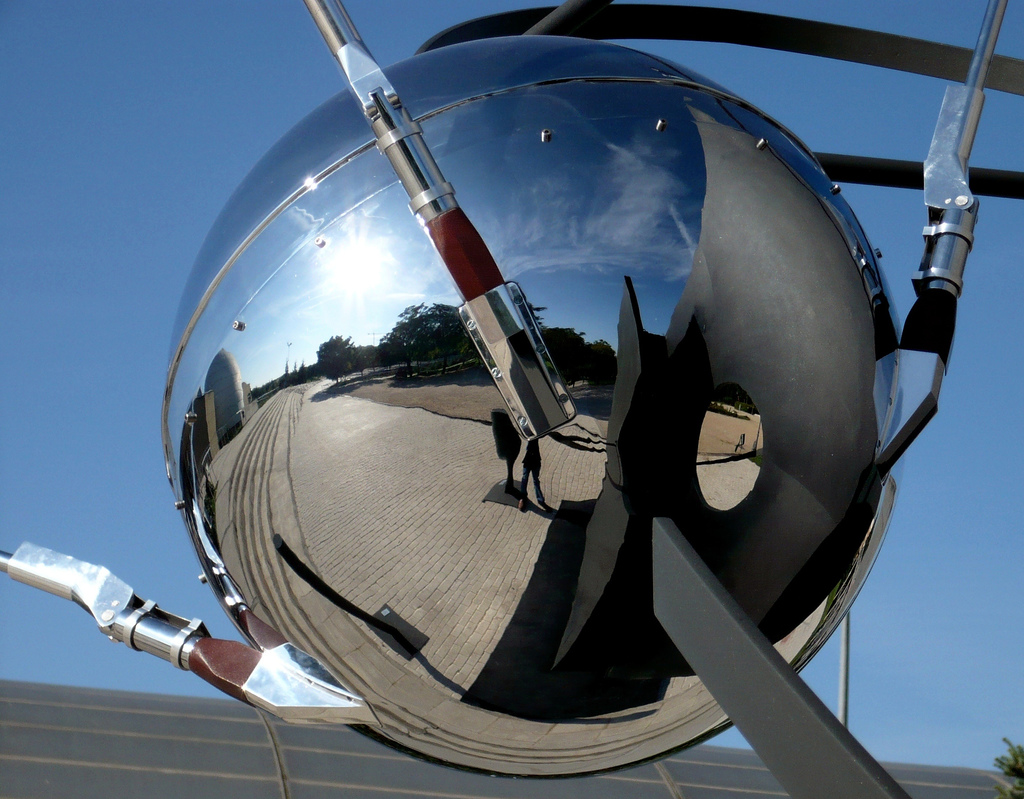
Réplica del Sputnik situada en el exterior del Planetario.

El edificio del Planetario tiene sus instalaciones, como una torre de 28 m de altura, donde se sitúa una cúpula de 3 m de diámetro. En su interior se encuentra un telescopio de 150 mm de abertura y una distancia focal de 2,25 m.
La sala principal cuenta con un techo semiesférico (pantalla) con 17,5 metros de diámetro y 245 localidades de capacidad.